# Anchieta eurydella
Anchieta eurydella is een insect uit de familie van de Mantispidae, die tot de orde netvleugeligen (Neuroptera) behoort. 
Anchieta eurydella is voor het eerst wetenschappelijk beschreven door Westwood in 1867.